# Нахут
Нахутът (от перс. през тур. nohut) (Cicer arietinum), печен често се нарича леблебия или страгали, в стари източници се среща като сланутък, е растение от семейство Бобови. Той е една от най-рано култивираните от човека култури. Нахутът представлява храст, достигащ височина до 50 cm. Той е особено топлолюбив, но всъщност е извънредно непретенциозен. Издържа на всякакви екстремни природни условия – буря и дъжд, суша и вятър. Понастоящем се отглежда на много места по света с достатъчно топъл климат, най-вече в Индия, Австралия, Пакистан, Турция, Мианмар, Етиопия и Иран.
За готвене се използват най-често два вида: зърната на отглеждания в Индия нахут са малки и набръчкани, а зърната на нахута, отглеждан в Средиземноморието, който е по-познат и разпространен в Европа, са големи, кръгли и жълти. В Мексико и Индия нахутът е основна част от менюто на хората.

## Начин на приготвяне
Зърната се накисват от 12 до 24 часа, след което могат да се приготвят във вид на супа, основно ястие или пюре. Може да се приготви със зеленчуци и да се сервира с гарнитура от кус-кус.
Нахутът е основна съставка в кашообразната (или пастообразна) разядка от Близкия изток, която евреите и персийците наричат „хумус“. За арабите нахутът е основен при приготвяне на „фалафел“.

## Хранителна стойност
Ядките на нахута, подобно на повечето бобови растения, са добър източник на белтъчини (протеини) – около 20% от сухото съдържание, необходими на организма за клетъчното възстановяване. Изобилието от витамин Е укрепва имунитета, предпазва сърцето и поддържа здрави кожата и косата. Той съдържа и цинк, който подобрява функциите на имунната система и тимуса. В допълнение нахутът е полезен източник на изофлавони, които имат естрогеноподобен ефект и потискат образуването на тумори. Те са също така добър източник на лецитин и фолиева киселина. Съдържанието на мазнини е ниско в сравнение с други ядки (например орехи, фъстъци и др.)

## Друга информация
Нахутът е смятан за афродизиак и е бил използван като такъв както от древните египтяни, така и от арабите.
В Балканските културни традиции, както и в страните бивши владения на Османската империя, силно препечения нахут се нарича леблебия и се използва за приготвяне на алтернативна топла напитка със същото име, която е подобна на кафе и много хора смятат, че напитката се прави от разновидност на сорт кафе с име „леблебия“ . В действителност, леблебията няма нищо общо с кафето.
В Страните от Източна Европа слабо препечения нахут се използва за консумация, подобно на печени фъстъци. В България, така приготвения вид нахут се нарича с названието „страгали“.
В миналото, старите българи са приготвяли силно осолено пастообразно мезе, подобно на „катък“, но освен сирене и кисело мляко, са добавяли в него каша от смачкан сварен боб с оцет и някаква лютивина (чер пипер, или лют червен пипер). Това мезе се е наричало „сланутък“ / „сланютък“, което идва от диалектна дума за „солен“ (слан = солен, или силно солен, пресолен). В много области бобът, е бил заменен с нахут, като той става и основен, и под това име мезето е останало да се приготвя и в наши дни. Поради незнание, името на мезето е асоциирано с името на „непознатата“ съставка (нахута), поради което някои хора наричат нахута по името на мезето, смятайки, че тази „непозната“ съставка се нарича така. Затова в съществуващи български диалекти самия нахут се нарича с името на кашообразното мезе – сланютък (или сланутък).
Българския  сланютък  (или сланутък – 'книжовна форма') е алтернативен вариант на еврейския (и/или персийски) хумус.
Приготвянето на тази разядка е било много популярно в България в годините след Освобождението, но по време на Втората световна война приготвянето на такива „скъпи мезета“ (с използване на млечни съставки) е претърпяло различни метаморфози. Това е причината в наши дни под това име, в различни области да са останали различни представи за това какво е „сланутък“ (произнасяло се е „модернизирано“ с ударение на „у“, вместо на „ъ“, както е било в началото на XX век). До наши дни се запазили следните различни представи за сланутък:
- 1) Вид чорба със сварен нахут, зеленчуци и ароматни подправки. Приготвя се и люта.
- 2) Разядка, подобна на катъка, описана по-горе. В съвременните представи – вид млечна салата със сварен нахут.
- 3) Нахутена каша или смачкан (пасиран) сварен нахут.